# لينا بارك
لينا بارك (بالإنجليزية: Lena Park)‏ هي موسيقية ومغنية أمريكية، ولدت في 23 مارس 1976 في لوس أنجلوس في الولايات المتحدة.

## وصلات خارجية
- الموقع الرسمي
- لينا بارك على موقع ميوزك برينز (الإنجليزية)